# ۱۴۰۵ (میلادی)
۱۴۰۵ (میلادی) هزار و چهارصد  و پنجمین سال تقویم میلادی است.

## زادگان
- ۱۸ اکتبر – پیوس دوم، کشیش کاتولیک، کشیش، و دیپلمات لهستانی (د. ۱۴۶۴)

## درگذشتگان
- ۱۴ فوریه – تیمور لنگ، فرمانده ترک‌تبار